# Brevibacterium linens
Espèce
Brevibacterium linens, ou « ferment du rouge », est une bactérie gram-positive utilisée pour la fabrication des fromages. D'abord isolé du fromage romadur en Allemagne, elle est utilisée pour le munster géromé, le maroilles, l'époisses, le Curé Nantais, la fourme de Montbrison, le năsal en Roumanie, le Fromage de Pálpuszta en Hongrie, le Limbourg (en allemand : Limburger) en Allemagne, le fromage de Herve en Belgique, le Tilsiter et l'Appenzeller en Suisse, dont elle est responsable de la couleur rouge-orangée. Cette bactérie est la plus utilisée parmi la vingtaine de bactéries du genre Brevibacterium. Certaines souches sont pathogènes.(D.R. as O.P.).

## Description
Sa paroi cellulaire contient des acides teichoïques qui ont des sucres neutres, des acides aminés et des alcools de sucre. Cela permet de supporter le mur cellulaire. Elle est hétérogène et se compose d'au moins 2 groupes d'homologie ADN-ADN. Elle pousse bien sur les extraits de peptone-levure. Afin de voir le pigment de couleur lors de la pousse, elle doit, à un moment donné, être exposée à la lumière.

## Écologie
On peut trouver ces bactéries dans le sol, et comme d'autres Brevibacterium, sur la peau humaine, plus précisément les pieds. Brevibacterium spp. produisent du méthanethiol à l'origine de « l'odeur des pieds » (dégradation de la méthionine des cellules de peau morte en méthane-thiol) et seraient responsables de l'attraction vis-à-vis de certains insectes dont les  moustiques exploitée dans certains pièges à moustiques. Elles synthétisent du carotène responsable de la croûte orangée des fromages et de la couleur des pieds légèrement plus orangée que celle des mains.
Brevibacterium linens ne forme pas d'endospores et n'est pas mobile. Il est mésophile, mais la température optimale pour la croissance est de 20 à 30 °C. On le trouve dans des endroits à forte concentration en sel.
Il y a eu quelques isolations de Brevibacterium provenant de poissons marins et d'eau de mer qui semblent être une souche de pigment d'orange considérée comme très semblable.